# Ultimátum británico de 1890

Mapa rosado.

Mapa que muestra el control británico incompleto de la ruta del Cabo a El Cairo en el año 1913, poco antes de la Primera Guerra Mundial.
Colonias británicas
Colonias Portuguesas

El ultimátum británico de 1890 fue dado por del gobierno británico de lord Salisbury, mediante un memorándum entregado el 11 de enero de 1890 al gobierno portugués, en el que se le conminaba a retirar sus fuerzas militares del territorio comprendido entre sus colonias de Mozambique y Angola, en las actuales Zambia y Zimbabue, con el pretexto de un incidente ocurrido entre portugueses y macololos, pero realmente por instigación del magnate de los diamantes sudafricanos Cecil Rhodes. La zona era reclamada por Portugal, que la había incluido en el famoso mapa de color rosado, reclamando a partir de la Conferencia de Berlín una franja de territorio que iba de Angola a la contra-costa, o sea, Mozambique.
La imposibilidad de resistencia ante un país tradicionalmente aliado y protector de Portugal llevó al desencadenamiento de graves disturbios, incluyendo manifestaciones enfrente del Palacio del Miradouro de Santa Catarina en Lisboa, la residencia del ministro de Asuntos Exteriores Henrique de Barros Gomes y a la inmediata caída del gobierno de José Luciano de Castro, tras la que fue nombrado el 14 de enero un nuevo ministerio presidido por António de Serpa Pimentel. Este hecho inspiró la letra del actual himno nacional portugués y fue considerado por los historiadores portugueses y políticos de la época la acción más escandalosa e infame del Reino Unido contra su más antiguo aliado.
Se inició así un profundo movimiento de descontento social que implicaba directamente a la familia reinante, vista como demasiado próxima de los intereses británicos, en la decadencia nacional hecha patente por el ultimátum. Los republicanos capitalizaron este descontento para iniciar un crecimiento y ampliación de su base social que llevó a la proclamación de la república el 5 de octubre de 1910.

## Antecedentes
A mediados del siglo XIX, durante el llamado reparto de África, el Reino de Portugal reclamó vastas áreas del continente africano debido a su "derecho histórico", basado en la primacía de la ocupación. Esto entraba en colisión con las principales potencias europeas. La creciente presencia británica, francesa y alemana en el continente amenazaba la hegemonía portuguesa, como alertó Silva Porto, comerciante del planalto del Bié que solicitó un destacamento portugués. A partir de la década de 1870 quedó claro que el "derecho histórico" no bastaba: la intensa exploración científica y geográfica europea seguía, en la mayoría de los casos, el interés comercial. Entre 1840 y 1872 David Livingstone exploró África Central, donde poco después se instaló la Compañía británica de África del Sur. En 1874 Henry Morton Stanley exploró el río Congo y fue financiado por el rey Leopoldo II de Bélgica, que en 1876 creó una asociación para colonizar el Congo ignorando los intereses portugueses en la región.
En 1875, 74 hombres, entre ellos Luciano Cordero, fundaron la Sociedad de Geografía de Lisboa para apoyar la exploración como el resto de europeos. Se creó también la Comisión de África, que preparó las primeras grandes expediciones de exploración científico-geográficas, financiadas por Hermenegildo Capelo, Roberto Ivens e Alexandre de Serpa Pinto, que descubrieron vastos territorios entre 1877 y 1886. Pretendían explorar el Río Kwango y sus relaciones con el río Congo y comparar la cuenca hidrográfica de este con la del Zambeze, para acabar de desvelar el mapa del África centro-austral (el famoso mapa rosado) y mantener "estaciones civilizadoras" portuguesas en el interior del continente. Mientras tanto, el ministro de Exteriores intentó reforzar la tradicional alianza Luso-Británica proponiendo abrir Mozambique y la India Portuguesa al comercio y navegación británicos que a cambio reconocía sus exigencias con respecto al Congo.
En 1883, Portugal ocupó la región norte del río Congo. En la Conferencia de Berlín (1884-1885), convocada por Otto von Bismarck para fijar las zonas de influencia de cada potencia en África y dirimir conflictos (incluyendo la oposición portuguesa y británica a la expansión de Leopoldo II) la alianza anglo-lusa fracasó. Debido a la presión del Imperio Alemán y Francia, Portugal perdió el control de la desembocadura del Congo en favor de Leopoldo II. Del Congo portugués apenas se mantuvo Cabinda. En febrero de 1885, la élite de Cabinda firmó el Tratado de Simulambuco por el cual aceptaban ser un protectorado de la Corona portuguesa.
La exigencia de la "ocupación efectiva" sobre la ocupación histórica, determinada por la Conferencia de Berlín obligó a reaccionar. El estado portugués diversificó los contactos internacionales y cedió a Francia Guinea y a Alemania el sur de Angola a cambio del reconocimiento de las tierras interiores entre Angola y Mozambique. Nació así el llamado mapa rosado, que se hizo público en 1886 y que reclamaba un territorio que iba de Angola hasta Mozambique. Para sustentar las reclamaciones de soberanía, se llevaron a cabo diversas campañas de explotación y "avasallamiento" de los pueblos del interior y la resistencia fue sofocada por las llamadas "campañas de conquista y pacificación" conducidas por las fuerzas armadas.

## Conflicto y ultimátum

En 1914, justo antes del inicio de la Primera Guerra Mundial, Europa dominaba toda África con la excepción de Abisinia (actual Etiopía) y Liberia, una muestra del imperialismo europeo, que también provocó continuas tensiones entre países durante la colonización del continente, visto como muy desfavorable para Italia y Alemania y muy beneficioso para Francia y Reino Unido. Otros países como Portugal, España o Bélgica tenían unas pocas colonias.

En 1887, al conocer los planes portugueses, el primer ministro británico Robert Gascoyne-Cecil rechazó reconocer los territorios debido a que consideraba que "no estaban ocupados con fuerzas suficientes para mantener el orden, proteger a los extranjeros y controlar a los nativos". Portugal intentó cerrar el río Zambeze a la navegación, reclamó el valle del Lago Malaui, una franja que aislaba las colonias británicas del sur.
En enero de 1890 Paiva Couceiro estaba estacionado con 40 soldados en Bié en Angola, en Barotselandia para intentar "avasallar" a los indígenas. Al mismo tiempo, junto al lago Malaui, en Mozambique, las fuerzas de Alexaindre Serpa Pinto retiraron las banderas inglesas en un espacio codiciado y controlado por el Reino Unido.
El 11 de enero de 1890, con el pretexto del "incidente Serpa Pinto" el Reino Unido exigió la inmediata retirada de las fuerzas militares portuguesas del territorio comprendido entre Mozambique y Angola, en el actual Zimbabue. Portugal abandonó sus pretensiones, que Lord Salisbury consideraba que se basaban en "argumentos arqueológicos" de ocupación: la expansión colonial africana terminó.
Las pretensiones portuguesas expresadas en el mapa rosado entraban en conflicto con la Compañía Británica de África del Sur y el megaproyecto inglés de crear una línea de ferrocarril que atravesara todo el continente africano de norte a sur que uniera El Cairo y El Cabo. Este proyecto promovido por Cecil Rhodes nunca se llevaría a cabo debido a sus  dimensiones, los obstáculos del clima , la geografía y la oposición portuguesa así como al incidente de Fachoda que entre 1897 y 1898 puso a Francia y al Reino Unido al borde de una guerra.

## Impacto
Alimentando ese ambiente de casi insurrección, el 23 de marzo, António José de Almeida, estudiante universitario en Coímbra y futuro presidente de la república, publica un artículo con el título «Bragança, o último» («Braganza, el último»), que fue considerado calumnioso para el rey y lo llevó a la cárcel. El 11 de abril se pone a la venta el Finis Patriae de Guerra Junqueiro ridiculizando la figura del rey. El 1 de abril, el explorador Silva Porto se suicidó envuelto en una bandera portuguesa tras unas negociaciones fallidas con los indígenas. Este suicidio fue atribuido al ultimátum y generó una honda conmoción nacional, siendo su funeral en Oporto muy concurrido.
Formalizando la decadencia y dependencia portuguesa, el 20 de agosto se firma el Tratado de Londres entre el Reino de Portugal y el Reino Unido de Gran Bretaña e Irlanda, definiendo los límites territoriales de Angola y Mozambique. El tratado fue publicado en el Diario del Gobierno el 30 de agosto y presentado al parlamento en la sesión del 30 de agosto, lo que desencadenó nuevas protestas y una nueva caída del gobierno. Un año después, el 11 de junio de 1891, la Cuestión de Barotze, referente al establecimiento de las fronteras de Angola se resolvió entre Portugal y el Reino Unido declarando que el Reino Barotse estaba dentro de la esfera de influencia británica con el arbitraje de Víctor Manuel III de Italia.
A consecuencia de la cesión ante los intereses británicos, aparece en Lisboa la Liga Liberal, movimiento de protesta presidido por Augusto Fuschini con la participación de João Crisóstomo contra el Tratado de Londres. La Liga promovió una reunión, en el Teatro São Luis, en la que participaron cerca de 400 oficiales. Después de 28 días de crisis política el 14 de octubre se forma un gobierno extra-partidario, presidido por João Crisóstomo. El gobierno es apoyado por la Liga Liberal, retomándose progresivamente la calma.
Los acontecimientos desencadenados por el ultimátum británico del 11 de enero de 1890 marcaron de forma indeleble la evolución política portuguesa, provocando una cadena de acontecimientos que desembocó en el fin de la monarquía constitucional y en el reforzamiento en la consciencia colectiva portuguesa del apego a su imperio colonial, lo que tuvo graves consecuencias a lo largo del siglo XX.
Ello se mostró en la posterior insistencia del Estado Novo de preservar a toda costa el imperio colonial portugués como reducto del orgullo patrio y de negarse a la descolonización desde 1950, incurriendo inclusive para ello en gastos militares muy elevados para Portugal. Posteriormente, la imposibilidad de ganar la guerra colonial portuguesa africana fue uno de los estímulos para la Revolución de los claveles impulsada por los militares y la consiguiente caída del Estado Novo de Marcelo Caetano, sucesor de António de Oliveira Salazar.